# Jorge Amin Seman Harutinian
Jorge Amin Seman Harutinian (Ciudad de México, 9 de agosto de 1982) es un físico e investigador del Instituto de Física, de la Universidad Nacional Autónoma de México (UNAM), donde coordina el Laboratorio de Materia Ultrafría (LMU), el primer laboratorio de gases cuánticos en México, perteneciente al Laboratorio Nacional de Materia Cuántica (LANMAC). Es de ascendencia armenia y libanesa.
Es líder del grupo de investigación que, por primera vez en México, consiguió producir en 2018 el condensado de Bose-Einstein, un estado de agregación de la materia. Con esto, el grupo bajo su cargo fue el primero en México en aproximarse a una temperatura de cero Kelvin.

## Estudios
Estudió la licenciatura en Física en la Facultad de Ciencias de la UNAM. En 2007 fue acreedor a la Medalla Juan Manuel Lozano Mejía, otorgada por el Instituto de Física, por la tesis de grado titulada Comprobación óptica del control sobre la deformación de nanopartículas de Ag implantadas por irradiación iónica en matrices de SiO2. En 2008, obtuvo la Medalla al Mérito Universitario Gabino Barreda, de la UNAM, que se otorga a los alumnos sobresalientes de licenciatura, maestría y doctorado. Obtuvo el grado de doctor en física básica por el Instituto de Física de Sâo Carlos, de la Universidade de Sâo Paulo, en Brasil, con la tesis titulada Study of excitations in a Bose-Einstein condensate, bajo la dirección de Vanderlei Salvador Bagnato. En su trabajo de doctorado, Seman Harutinian estudió el condensado Bose-Einstein de 87Rb bajo los efectos de la excitación oscilatoria. Realizó trabajo postdoctoral en el Istituto Nazionale di Ottica del Consiglio Nazionale delle Ricerche (INO-CNR), y en el Laboratorio Europeo di Spettroscopia non Lineare (LENS), de la Universitá degli Studi di Firenze, bajo la coordinación de Giacomo Roati. 

## Trabajo de investigación y docencia
Desde el 1 de septiembre de 2014 es investigador del departamento de Física Cuántica y Fotónica del Instituto de Física de la UNAM. Las líneas de investigación de Seman Harutinian incluyen la condensación de Bose-Einstein y la superfluidez, el enfriamiento láser, las excitaciones colectivas en sistemas superfluidos, los gases cuánticos ultrafríos, los sistemas fermiónicos ultrafríos fuertemente interactuantes y la vorticidad y la turbulencia cuántica.
En 2021, reportó la observación de las ondas de Faraday, un fenómeno ubicuo en fluidos no lineales que han sido estudiados en una variedad de sistemas, como los fluidos viscoelásticos. Su hallazgo se realizó en un superfluido de Fermi, del que resultó una publicación en la New Journal of Physics.
Es profesor del Posgrado de Ciencias Físicas de la UNAM y de la Facultad de Ciencias de la misma Universidad, en la carrera de Física.

## Premios y distinciones
- Medalla Juan Manuel Lozano Mejía, 2007
- Medalla al Mérito Universitario "Gabino Barreda", 2008